# Guido Caroli
Pour les articles homonymes, voir Caroli.
Guido Caroli (né le 9 mai 1927 à Milan et mort le 8 septembre 2021 dans la même ville) est un patineur de vitesse italien actif dans les années 1940 et 1950.
Il est surtout connu pour avoir allumé la torche olympique lors de la cérémonie d'ouverture des Jeux olympiques d'hiver de 1956 à Cortina d'Ampezzo ; avant d'allumer ladite torche, il se prend les pieds dans un câble de télévision, évitant de peu l'extinction de la flamme. Caroli dispute trois éditions des Jeux olympiques d'hiver, sa meilleure performance étant une 28e place sur le 10 000 mètres des Jeux olympiques de 1952 à Oslo.